# Comballo
Il comballo (in dialetto lariano cumbàll) è un'imbarcazione storica a vela di grandi dimensioni adoperata per il trasporto di merci pesanti sul Lago di Como.

## Storia
Viene citata già nell'anno 1218:
(Documento del 1218)
Nel corso dei secoli la struttura dell'imbarcazione non subì sostanziali modifiche, principalmente per la semplicità di costruzione che portò alla sua diffusione sulle sponde del lago; i maestri d'ascia locali si trasmisero la tecnica costruttiva attraverso varie generazioni.
Di questo tipo di barca sono rimasti un paio di esemplari a Bellagio.

## Struttura
Il comballo era un'imbarcazione a sezioni quadrate con una lunghezza complessiva tra venti e trenta metri.
Il fondo era costituito da un'unica parte piatta (da poppa fino a prua) formata da tavole irregolari.
Barca da trasporto per eccellenza, grossolana nelle finiture, poteva trasportare carichi di merci notevolmente superiori rispetto alle altre imbarcazioni del lago; era principalmente utilizzata per trasporto di materiali pesanti, in particolare per l'edilizia (sassi di Moltrasio, sabbia, calce e legna per fornaci).
Derivava presumibilmente da imbarcazioni per trasporto fluviale: da Lecco a Milano lungo l'Adda il trasporto avveniva su burchielli. Questo era, di fatto, molto simile al comballo. Le differenze del burchiello rispetto al comballo si possono riassumere in: albero removibile per navigare anche sotto i ponti, fondo più sottile ed elastico e timone poppiero molto lungo e centrato sullo scafo.

### Velatura
Era presente una sola vela quadra su un albero (non abbattibile); altezza e larghezza della vela erano all'incirca equivalenti a lunghezza e a larghezza dello scafo. Veniva utilizzata per sfruttare i venti di poppa.

### Remi
In caso di assenza di vento, erano utilizzati quattro remi (due remi a prua e due a poppa) insieme al puntàal (mezzomarinaro di 6 o 7 metri per raggiungere il fondo), in particolare in fase di attracco.
Per il governo era utilizzata una rudimentale pala fissata all'estremità di un palo (lungo di circa 10 metri) che era posto sul fianco destro dell'imbarcazione.

### Struttura di poppa
La parte a poppa aveva una struttura particolare: era presente una copertura di assi per circa 4 o 5 metri in modo da creare un locale per l'equipaggio (tèm) dove cucinare, dormire o ripararsi dalle intemperie. Normalmente erano presenti un paio di brande (balén) con il pagliericcio di foglie di granoturco. Era presente anche una brasèra, fornello per cuocere la polenta.

### Trasporto di merce
La parte principale dell'imbarcazione in caso di necessità poteva essere coperta da una tenda o un telone; alcune imbarcazioni erano fornite di cerchi in legno che potevano essere montati per sostenere il telone. In caso di trasporto a pieno carico, la fiancata dell'imbarcazione affiorava di poco dalla superficie dell'acqua (era dunque cargàa fina a la fàsa); frequenti naufragi furono dovuti alla tendenza a sfruttarne al massimo le possibilità di carico di queste imbarcazioni.